# Tetramesa adrianae
Tetramesa adrianae is een vliesvleugelig insect uit de familie Eurytomidae. De wetenschappelijke naam is voor het eerst geldig gepubliceerd in 1983 door De Santis.